# Грб Јагодине
Грб општине Јагодина усвојен је дана 28. фебруара 1974. године на седници скупштине општине Светозарево. Грб су чинили бакља, рамени точак, житница као главни симболи радничко-сељачке борбе за социјалистички поредак. Такав грб је опстао 27 година и после промене имена града из Светозарева у Јагодину 1992. године. На заседању Скупштине општине Јагодина 10. маја 2001. године усвојен је нови грб на предлог архитекте и хералдичара Малише Миленковића, са једним средњовековним тоном и историјски детаљима.